# Pierre Hébert (sculpteur)
Pour les articles homonymes, voir Pierre Hébert et Hébert.
Pierre Hébert, né le 31 octobre 1804 à Villabé et mort le 16 septembre 1869 à Paris (11e arrondissement), est un sculpteur français.

## Biographie
Pierre Hébert est le neuvième enfant d'un couple de vignerons de Villabé, Denis Hébert, né à Villabé en 1788, et Marguerite Marie Graugis. 
Dans sa jeunesse, Pierre Hébert travaille d'abord comme garçon jardinier au jardin des plantes de Paris, puis en tant qu'aide maçon, apprenant ainsi à poser des ornements sur les bâtiments. C'est à cette période qu'il découvre la sculpture. Pierre commence par réparer des rosaces, puis des bustes appartenant au baron Bosio, lui-même sculpteur, lequel encourage Hébert à poursuivre sans cette voie.
Au vu de son talent, Pierre Hébert, grâce au soutien de plusieurs mécènes, est admis à l'École des beaux-arts de Paris en 1831, et commence à exposer ses œuvres à partir de 1836.
Père du sculpteur Pierre-Eugène-Émile Hébert (1828-1893) et beau-père de la sculptrice Hélène Bertaux, il meurt à Paris le 16 septembre 1869 à son domicile, impasse du Moulin-Joli.

## Œuvres dans les collections publiques

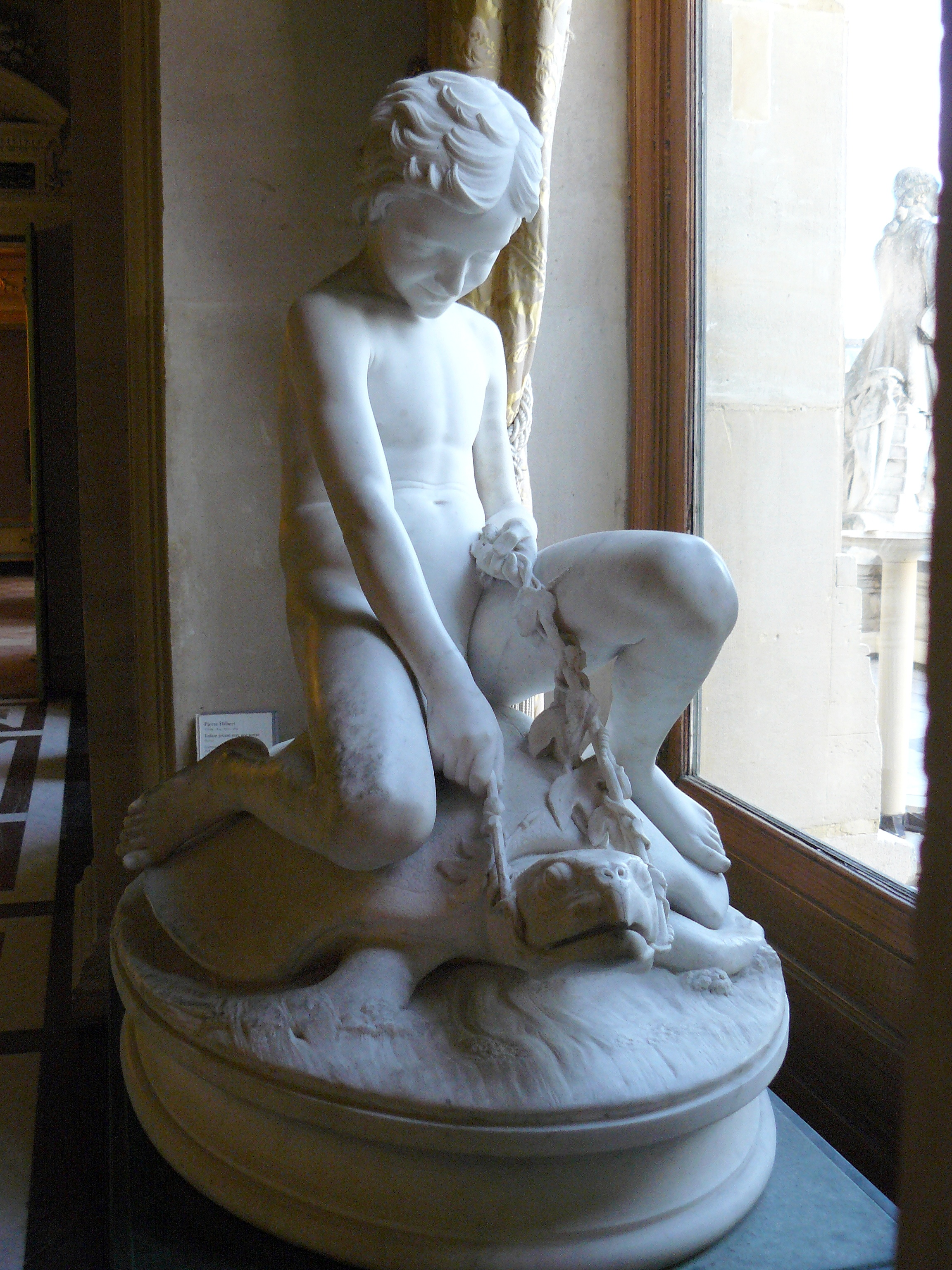
Enfant jouant avec une tortue (1849), marbre, Paris, musée du Louvre.

- Annonay : Monument à Boissy d'Anglas, 1862, bronze[6].
- Carcassonne, Hôtel de Rolland : Une captive, marbre, Salon de 1859.
- La Rochelle : Monument à l'amiral Duperré, 1869, statue en bronze, les bas-reliefs du piédestal sont de Pierre-Eugène-Émile Hébert, son fils.
- Orange : Monument au comte Adrien de Gasparin, 1864, bronze, envoyé à la fonte sous le régime de Vichy[7].
- Paris :
  - église Saint-Étienne-du-Mont, façade : Sainte Geneviève, vers 1860–1865, groupe en pierre.
  - faculté de pharmacie de Paris, cour :
    - Monument à Parmentier, 1866, statue en bronze[8] ;
    - Monument à Louis-Nicolas Vauquelin, 1875[9].

  - musée du Louvre : Enfant jouant avec une tortue, 1849, groupe en marbre.
  - palais du Louvre :
    - Cour Napoléon :
      - Saint Simon, vers 1853, statue en pierre ;
      - Mazarin, avant 1853, statue en pierre ;

    - façade ouest de la Cour carrée : Le Fleuve de la vie, 1855, statue en pierre ;
    - façade sur la rue de Rivoli : Le Maréchal Ney, statue en pierre.
- Villeneuve-de-Berg : Monument à Olivier de Serres, 1858, statue en bronze[10].

Œuvres de Pierre Hébert
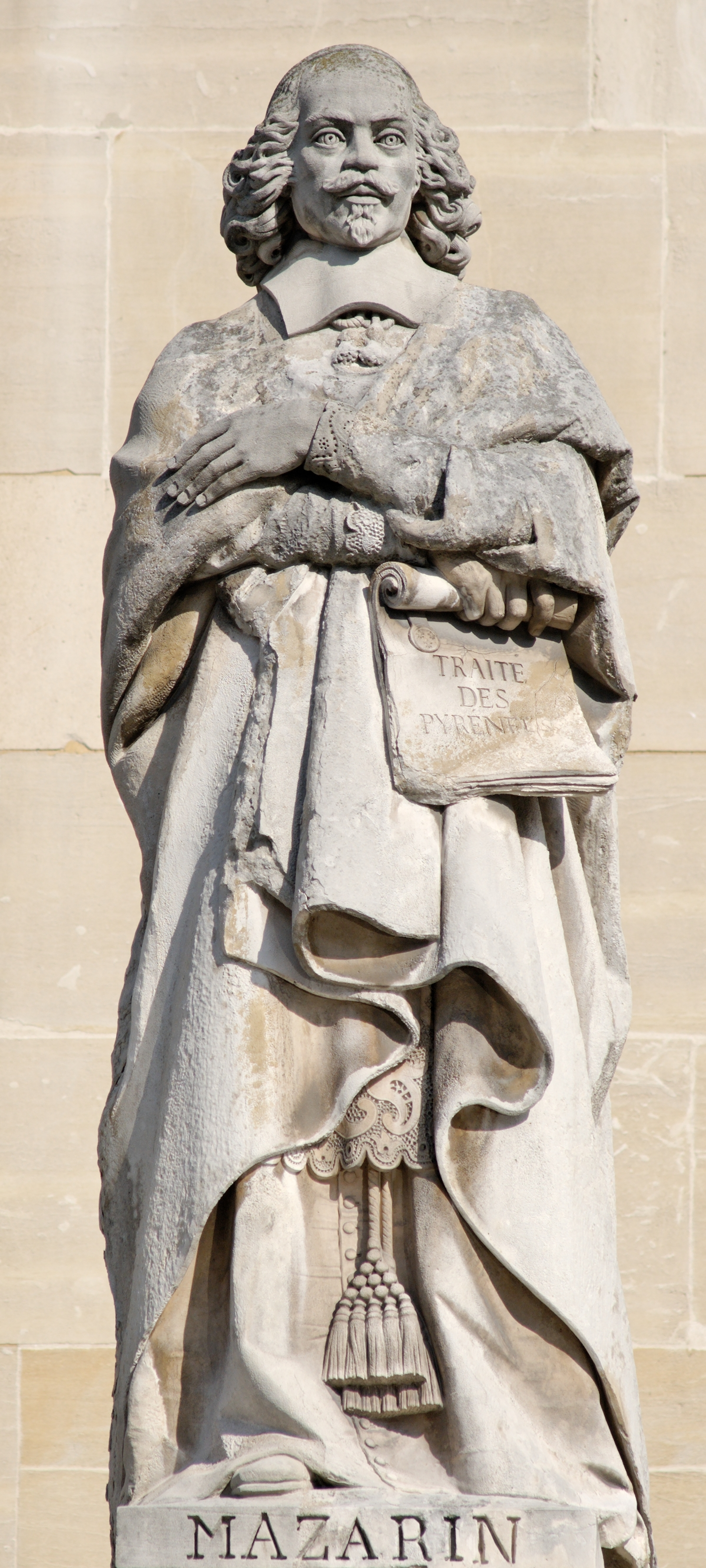
Mazarin (avant 1853), Paris, palais du Louvre, Cour Napoléon.
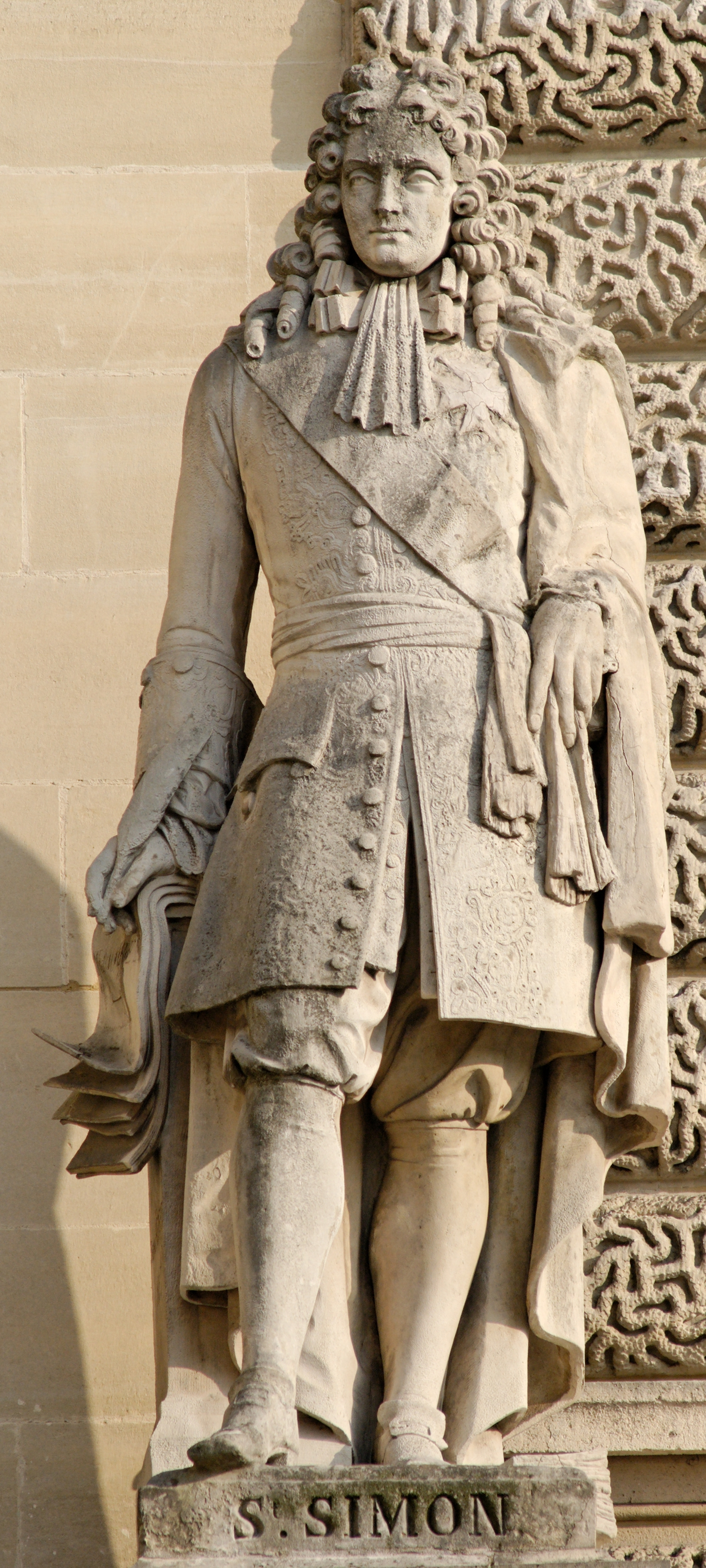
Saint Simon (vers 1853), Paris, palais du Louvre, Cour Napoléon.
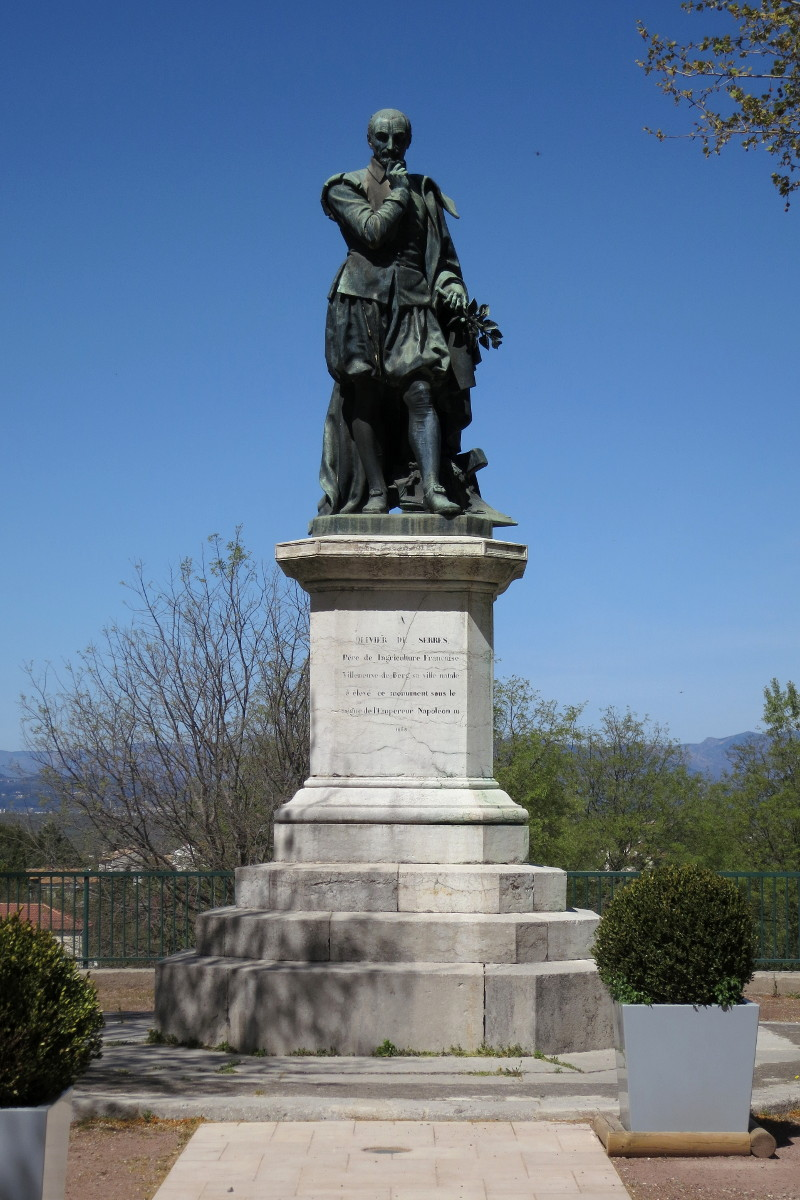
Monument à Olivier de Serres (1858), Villeneuve-de-Berg.
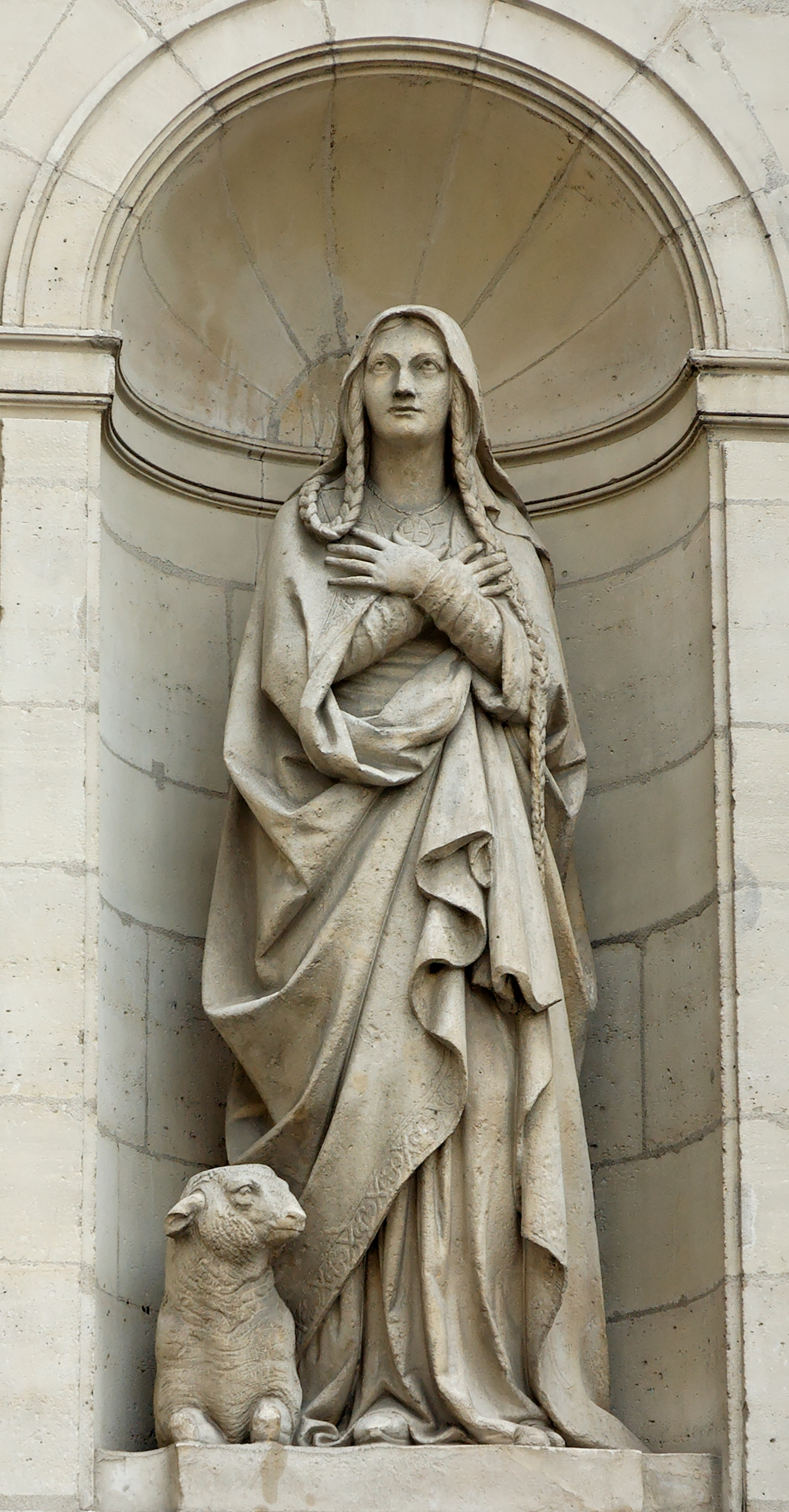
Sainte Geneviève (vers 1860–1865), Paris, église Saint-Étienne-du-Mont.
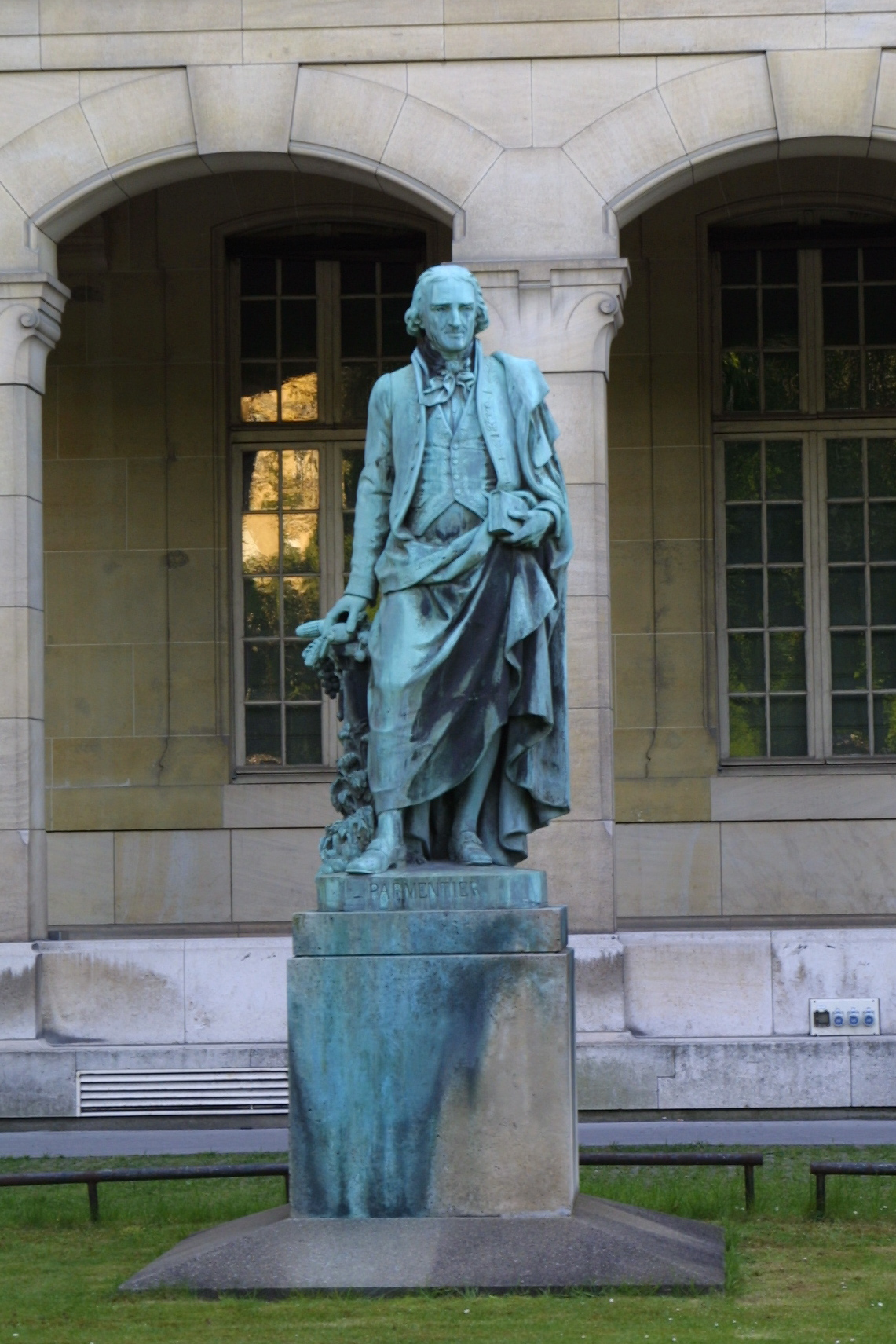
Monument à Parmentier (1866), bronze, cour de la faculté de pharmacie de Paris.
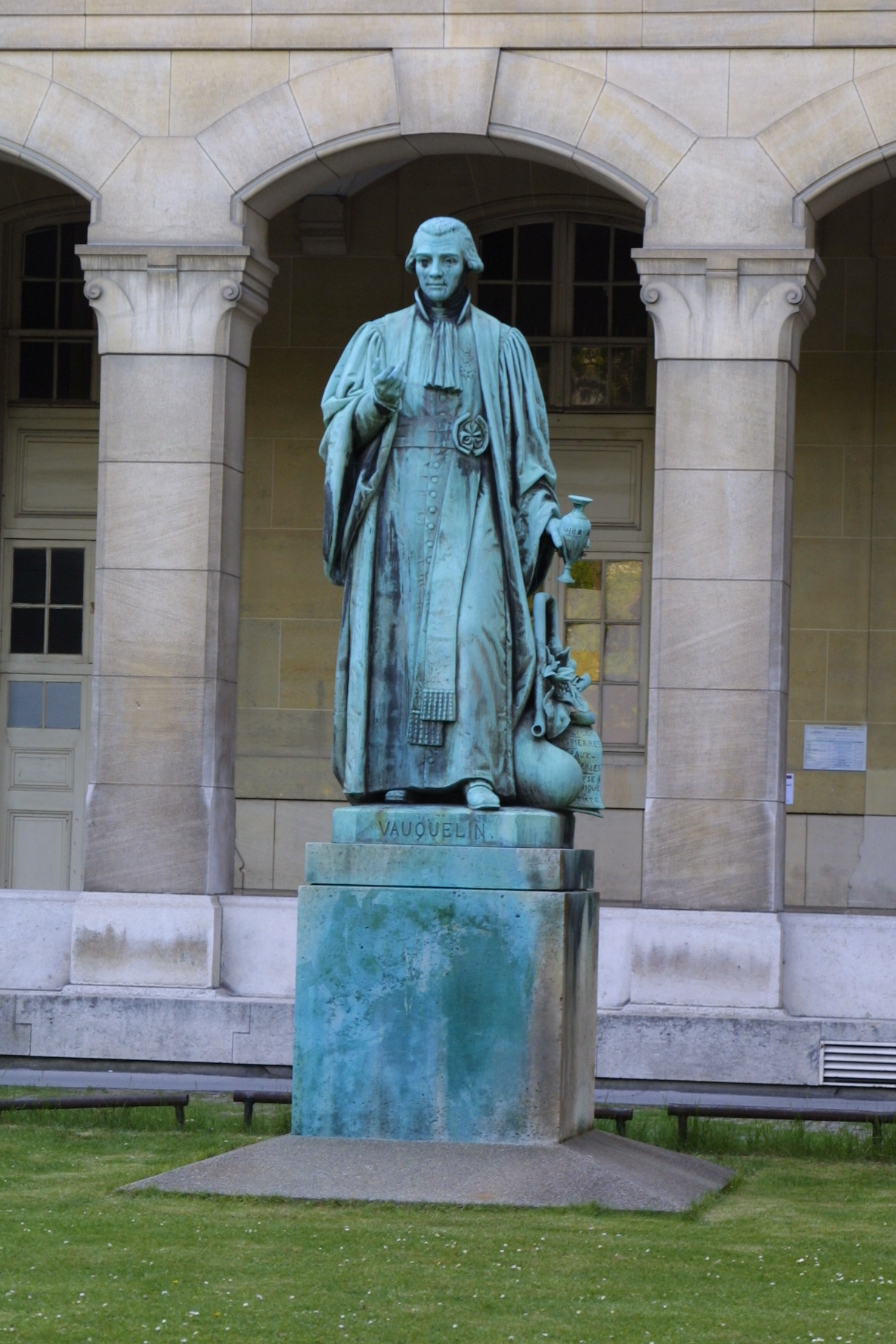
Monument à Vauquelin (1875), bronze, cour de la faculté de pharmacie de Paris.